# 木村孟

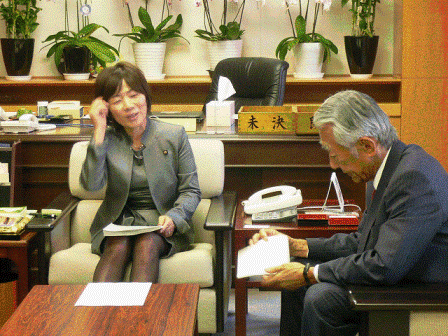
2011年9月28日、文部科学省公立義務教育諸学校の学級規模及び教職員配置の適正化に関する検討会議にて文部科学副大臣の森裕子と

木村 孟（きむら つとむ、1938年3月8日 - ）は、日本の工学者。工学博士（東工大）。文部科学省中央教育審議会副会長。前独立行政法人大学評価・学位授与機構機構長。元東京工業大学学長。専門は、基礎・土質工学。東京都中野区出身。

## 略歴
1961年東京大学工学部土木工学科卒業、東京大学大学院数物系研究科土木工学修士課程修了。1968年、東京工業大学より博士号取得。東京工業大学助教授、教授を経て工学部長。1993年より東京工業大学長となる。
独立行政法人大学評価・学位授与機構 第2代 機構長（1998年-2009年3月）、中央教育審議会副会長などを務める。ケンブリッジ大学チャーチル・カレッジフェロー。

## 受賞・受章
- 大英帝国勲章CBE (2004.6)
- 日本学士院賞 (2012.3)
- 瑞宝重光章 (2013.11)[3]

## 社会的活動
- 文部科学省中央教育審議会 副会長（第1期～第3期）
  - 義務教育特別部会 副分科会長
  - 教育制度分科会 副分科会長
  - 初等中等教育分科会 分科会長
    - 初等中等教育分科会教育課程部会 部会長

  - 大学分科会 委員
    - 大学分科会制度部会 委員
    - 大学教育部会 部会長
    - 法科大学院特別委員会 座長代理
    - 薬学教育の改善・充実に関するワーキング・グループ 座長
    - 留学生部会 部会長

  - 中央教育審議会大学分科会/科学技術・学術審議会学術分科会 大学改革連絡会委員
- 同 国立大学法人評価委員会第1期委員(2003.10.1～2005.9.30)
- 同 今後の国立大学等施設の整備充実に関する調査研究協力者主査
- 日本学術振興会21世紀COEプログラムプログラム委員会委員（平成18年度）
- 同 グローバルCOEプログラムプログラム委員会委員
- 同 大学国際化戦略委員会委員長
- 教育改革国民会議委員
- 司法制度改革推進本部法曹養成検討会メンバー
- 経済産業省独立行政法人評価委員会委員長
  - 産業技術総合研究所分科会委員長
- 東京都教育委員会委員長(2004.10.20〜　2期目)
- 法務省第5次出入国管理政策懇談会座長(2005.10.25〜2008.3.26)

## 著書

### 単著
- 『土の応力伝播』鹿島出版会、1978年。
- 『土質力学』彰国社、1980年。

## 参照
1. ↑  『読売年鑑 2016年版』（読売新聞東京本社、2016年）p.405
2. ↑  日本学士院賞授賞の決定について
3. ↑  “平成25年秋の叙勲 瑞宝重光章受章者” (PDF).  内閣府. p. 2 (2013年11月). 2015年11月23日時点のオリジナルよりアーカイブ。2023年2月8日閲覧。